# Obciążalność
Obciążalność – wielkość charakteryzująca elementy przewodzące torów prądowych takie, jak przewody, zestyki, rezystory, cewki, kondensatory, diody/tyrystory oraz inne. Wielkość ta informuje nas o tym, jaki prąd możemy maksymalnie przepuścić przez dany element nie powodując jego uszkodzenia.